# Samtgemeinde Asse
De Samtgemeinde Asse was een Samtgemeinde in de Duitse deelstaat Nedersaksen. Asse was een samenwerkingsverband van zeven kleinere gemeenten in het Landkreis Wolfenbüttel. Het bestuur was gevestigd in Remlingen. Op 1 januari 2015 fuseerde de Samtgemeinde met de Samtgemeinde Schöppenstedt tot de Samtgemeinde Elm-Asse.

## Deelnemende gemeenten
- Denkte
- Hedeper
- Kissenbrück
- Remlingen
- Roklum
- Semmenstedt
- Wittmar